# Aralia verticillata
Aralia verticillata är en araliaväxtart som först beskrevs av Dunn, och fick sitt nu gällande namn av Jun Wen. Aralia verticillata ingår i släktet Aralia och familjen Araliaceae. Inga underarter finns listade.